# Pajar Bulan (Tanjung Batu)
Pajar Bulan is een bestuurslaag in het regentschap Ogan Ilir van de provincie Zuid-Sumatra, Indonesië. Pajar Bulan telt 1618 inwoners (volkstelling 2010).